# یونگ جی
یونگ جی(چینی: 雍己) زاده شده با نام زی دیان(چینی:子佃) یا زی زیو(چینی:子伷) شاهی بود از شاهان دودمان شانگ در چین.
سیما کیان، تاریخنگار و نویسنده هان، در کتاب شیجی، او را هشتمین پادشاه شانگ دانسته است که پس از برادرش شیائو جیا(چینی: 太庚) در سال جیاکسو(چینی:甲戌) در تختگاه بو(چینی:亳) به شاهی نشسست و کین شی(چینی:卿士) وزیر اعظم او بود. او دوازده سال فرمان راند؛ پس از مرگ به وی عنوان یونگ جی گفته شد. پس از مرگ وی، برادرش، تای وو به پادشاهی رسید.
کتیبه نگاری بر استخوان و لاک لاک پشتان، جیا گو ون که در یینگسو کشف شده اند، او را هشتمین شاه شانگ دانسته است.